# Trachostylea
Trachostylea is een geslacht van sponsdieren uit de klasse van de Demospongiae (gewone sponzen).

## Soort
- Trachostylea semota Topsent, 1928